# John Braham
John Braham (Londra, 1774 circa – 17 febbraio 1856) è stato un tenore inglese.

## Biografia
Il nome dei suoi genitori e le sue origini sono incerte: forse figlio di John Abraham o Abrahams e Esther rimase quasi sicuramente orfano durante la sua infanzia. La sua prima interpretazione di rilievo fu al Covent Garden nel 1787. Nel 1794 conobbe la famiglia Storace: gli italiani Stephen Storace (1762-1796) e Anna Storace, chiamata Nancy (1765-1817).